# World Checklist of Selected Plant Families
World Checklist of Selected Plant Families (abreviado como WCSP) é um programa colaborativo internacional que providencia as mais recentes opiniões publicadas e revista por pares acerca dos nomes científicos e sinónimos de famílias de plantas seleccionadas.
Mantido pelos Reais Jardins Botânicos de Kew, está disponível online, permitindo pesquisas sobre nomes de famílias, géneros e espécies, assim como a funcionalidade de criar listas.
O projecto tem os seus primórdios no trabalho elaborado pelo pesquisador de Kew, Rafaël Govaerts, numa lista do género Quercus. Influenciado pela Estratégia Global para a Conservação de Plantas, o projecto expandiu-se. Em Janeiro de 2013, 173 famílias de plantas com semente estavam incluídas. A cobertura das famílias de monocotiledóneas está completa; outras famílias estão a ser incluídas.
Existe um projecto complementar, o International Plant Names Index (IPNI), em que Kew está também envolvido. O IPNI providencia detalhes de publicação e não tem como objectivo determinar quais são os nomes de espécies aceites. Com um atraso de um ano, novos nomes publicados são automaticamente adicionados do IPNI para o WCSP. O WCSP também é a base de dados que está por detrás do The Plant List, criada por Kew e pelo Missouri Botanical Garden, lançado em 2010.